# Izrael Lichtensztajn
Izrael Lichtensztajn (ur. w 1904 w Radzyniu Podlaskim, zm. w kwietniu 1943) – polsko-żydowski pedagog, działacz społeczny i publicysta, w czasie okupacji niemieckiej współpracownik organizacji Oneg Szabat.

## Życiorys
Pochodził z rodziny kupieckiej. Ukończył Żydowskie Seminarium Nauczycielskie w Wilnie. Przed wojną pracował jako nauczyciel gimnazjalny jednocześnie współpracując jako publicysta z najważniejszymi dziennikami żydowskimi. Był sekretarzem redakcji czasopisma literackiego „Literarisze Bleter”. Należał do partii Poalej Syjon-Lewica. 
Od 1932 mieszkał w Warszawie gdzie objął stanowisko dyrektora szkoły im. Bera Borochowa przy ul. Nowolipki 68. W 1939 poślubił malarkę i graficzkę Gelę Seksztajn, z którą miał córkę Margelit, urodzoną 4 listopada 1940 roku. Po wybuchu II wojny światowej znalazł się w utworzonym przez niemieckie władze okupacyjne getcie warszawskim. Był członkiem Związku Towarzystw Opieki nad Dziećmi i Sierotami (CENTOS). Organizował w getcie tajne i jawne nauczanie, które dokumentował na potrzeby organizacji Oneg Szabat. W getcie pracował między innymi w kuchni dziecięcej zorganizowanej w szkole im. Bera Borochowa, której był wcześniej dyrektorem. W trakcie wielkiej akcji deportacyjnej w getcie w 1942 wraz z dwoma uczniami Dawidem Graberem i Nachumem Grzywaczem brał udział w ukryciu pierwszej części dokumentów podziemnego archiwum getta warszawskiego powstałych w ramach działalności organizacji Oneg Szabat. 
Izrael Lichtensztajn zginął prawdopodobnie tuż po wybuchu powstania w getcie warszawskim.